# Cléo, Melvil et Moi
Pour plus de détails, voir Fiche technique et Distribution.
Cléo, Melvil et Moi est une comédie dramatique française réalisée par Arnaud Viard et sortie en 2023.

## Fiche technique
Sauf indication contraire, les informations mentionnées dans cette section peuvent être confirmées par les bases de données cinématographiques IMDb et Allociné,  présentes dans la section « Liens externes ».
- Titre original : Cléo, Melvil et Moi
- Réalisation : Arnaud Viard
- Scénario : Arnaud Viard
- Musique : Philippe Jakko, Vincent Delerm, Jean-Marc Fyot et Alex Shelter
- Décors :
- Costumes :
- Photographie : Martin Roux
- Montage : Camille Guyot
- Son : Agnès Ravez et Emmanuel Bonnat
- Production : Isaac Sharry
  - Coproducteur : Marc Simoncini
- Sociétés de production : Vito Films et Reborn Porductions
- Sociétés de distribution : Moonlight Films Distribution
- Pays de production :  France
- Langue originale : français
- Format : couleur — 2,35:1
- Genre : Comédie dramatique
- Durée : 73 minutes
- Dates de sortie :
  - France : 5 juillet 2023

## Distribution
Sauf indication contraire ou complémentaire, les informations mentionnées dans cette section proviennent du générique de fin de l'œuvre audiovisuelle présentée ici.
- Arnaud Viard : Arnaud
- Marianne Denicourt : Marianne
- Romane Bohringer : Isabelle
- Cléo Viard Garcin : Cléo
- Mevil Viard Garcin : Melvil
- Romain Rondeau : le passant